# Троицкое (Сараевский район)
Троицкое — село в Сараевском районе Рязанской области России, входит в состав Алексеевского сельского поселения.

## Географическое положение
Село расположено на берегу реки Вердица в 12 км на юго-запад от центра поселения села Алексеевка и в 38 км на юг от райцентра посёлка Сараи.

## История
Троицкое в качестве села упоминается в платежных книгах 1628-29 годов, где оно писано в вотчине за Соломедою Васильевой женой Шиловского да за сыном её Григорием Васильевым сыном Шиловским. В селе находилась Троицкая церковь. Построение в селе каменной церкви относится к 1817 году, а находившаяся при ней деревянная колокольня построена в 1849 году. 
В XIX — начале XX века село входило в состав Напольновской волости Сапожковского уезда Рязанской губернии. В 1906 году в селе было 154 двора.
С 1929 года село являлось центром Троицкого сельсовета Сараевского района Рязанского округа Московской области, с 1937 года — в составе Рязанской области, с 2005 года — в составе Алексеевского сельского поселения.
До 2014 года в селе работала Троицкая основная общеобразовательная школа.

## Население
| 1859 | 1897 | 1906  | 2010 |
| ---- | ---- | ----- | ---- |
| 1248 | ↘941 | ↗1084 | ↘243 |

## Инфраструктура
В селе имеются дом культуры, фельдшерско-акушерский пункт, отделение почтовой связи,библиотека